# Кроз мој прозор
Кроз мој прозор (шп. A través de mi ventana) шпански је тинејџерски и љубавни филм из 2022. године, у режији Марсала Фореса, по сценарију Едуарда Соле. Темељи се на истоименом роману Аријане Годој. Главне улоге играју Хулио Пења, Клара Гаље и Пилар Кастро. Netflix је приказао филм 4. фебруара 2022.

## Радња
Ракелина дуготрајна заљубљеност у комшију прерасте у нешто више након што он упркос противљењу своје породице почне развијати осећања према њој.

## Улоге
| Глумац              | Улога          |
| ------------------- | -------------- |
| Хулио Пења          | Арес           |
| Клара Гаље          | Ракел          |
| Пилар Кастро        | Тере           |
| Хуго Арбуес         | Аполо          |
| Рејчел Ласкар       | Софија Хидалго |
| Ерик Масип          | Артемис        |
| Наталија Азахара    | Данијела       |
| Гиљермо Лашерас     | Јоши           |
| Марија Касалс       | Маркос         |
| Лусија де Ла Пуерта | Сами           |
| Емилија Лазо        | Клаудија       |

## Наставци
је у фебруару 2022. известио да су у развоју два наставка. У јуну 2023. године изашао је други део филма Кроз мој прозор: Преко мора и у фебруару 2024. године трећи део филма Кроз мој прозор: Гледам те.